# Benjamin Wade
Benjamin Franklin Wade (ur. 27 października 1800, zm. 2 marca 1878) – polityk i prawnik amerykański.
Pierwszą pracą urodzonego w Springfield w stanie Massachusetts Wade’a był etat robotnika na budowie kanału Erie. Skończył jednak studia prawnicze w Ohio i, począwszy od roku 1828, praktykował tam prawo.
Politycznie wiązał się z abolicjonistami i Wigami, z których ramienia zasiadał w latach 1847-1851 w stanowym senacie Ohio. Potem był sędzią. W roku 1851 został senatorem USA. Po upadku Partii Wigów związał się z radykalnym skrzydłem republikanów. Wade opowiadał się także za równouprawnieniem kobiet, respektowaniem praw zorganizowanych robotników oraz słynął jako krytyk systemu kapitalistycznego.
W czasie wojny secesyjnej ostro krytykował prezydenta Abrahama Lincolna za miękkie stanowisko wobec niewolnictwa. Krytykował też jego plan rekonstrukcji po pokonaniu Konfederacji, opierający się bardziej na pojednaniu, niż okupacji i represjach.
W lipcu 1861 roku wraz z innymi politykami przyglądał się bitwie nad Bull Run, gdzie wojska Unii poniosły klęskę. Mało brakowało, a sam Wade zostałby schwytany przez żołnierzy nieprzyjaciela. Potem ostro krytykował niekompetencję dowódców armii.
Od 2 marca 1867 roku do 3 marca 1869 pełnił funkcję przewodniczącego pro tempore Senatu. Ponieważ prezydent Andrew Johnson, który przejął urząd po zamordowaniu Lincolna, nie miał w swoim gabinecie wiceprezydenta, Wade jako przewodniczący Senatu był pierwszą osobą w kolejce do czasowego pełnienia urzędu prezydenta.
W czasie procesu Johnsona w roku 1868, w wypadku jego usunięcia, to właśnie Wade zostałby tymczasowym prezydentem. Taka perspektywa nie podobała się jednak wielu senatorom. Do usunięcia Johnsona z urzędu (był demokratą) zabrakło jednego, jedynego głosu. Szalę przeważyło stanowisko senatora Edmunda G. Rossa z Kansas.
Niedługo potem jedna z gazet napisała: Andrew Johnson jest niewinny, ponieważ jego miejsce musiałby zająć Ben Wade.
W tym samym roku 1868 kandydat republikanów na urząd prezydenta, generał Ulysses Grant wybrał Wade’a swoim kandydatem na wiceprezydenta, ale został on odrzucony przez bossów partyjnych, którzy podsunęli Grantowi innego radykalnego republikanina, Schuylera Colfaxa. Tego też roku Wade przegrał wybory senackie. Jego miejsca zajął przyszły kandydat demokratów na wiceprezydenta Allen G. Thurman.